# Polydora punctata
Polydora punctata är en ringmaskart som beskrevs av Hartmann-Schröder 1959. Polydora punctata ingår i släktet Polydora och familjen Spionidae. Inga underarter finns listade i Catalogue of Life.